# Charles Sanford Terry (Historiker)

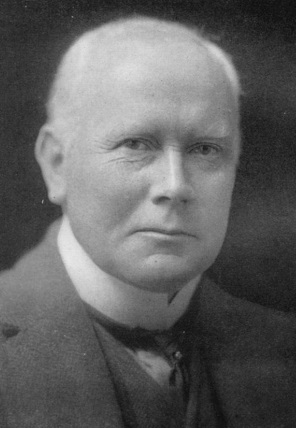
Charles Sanford Terry (1913)

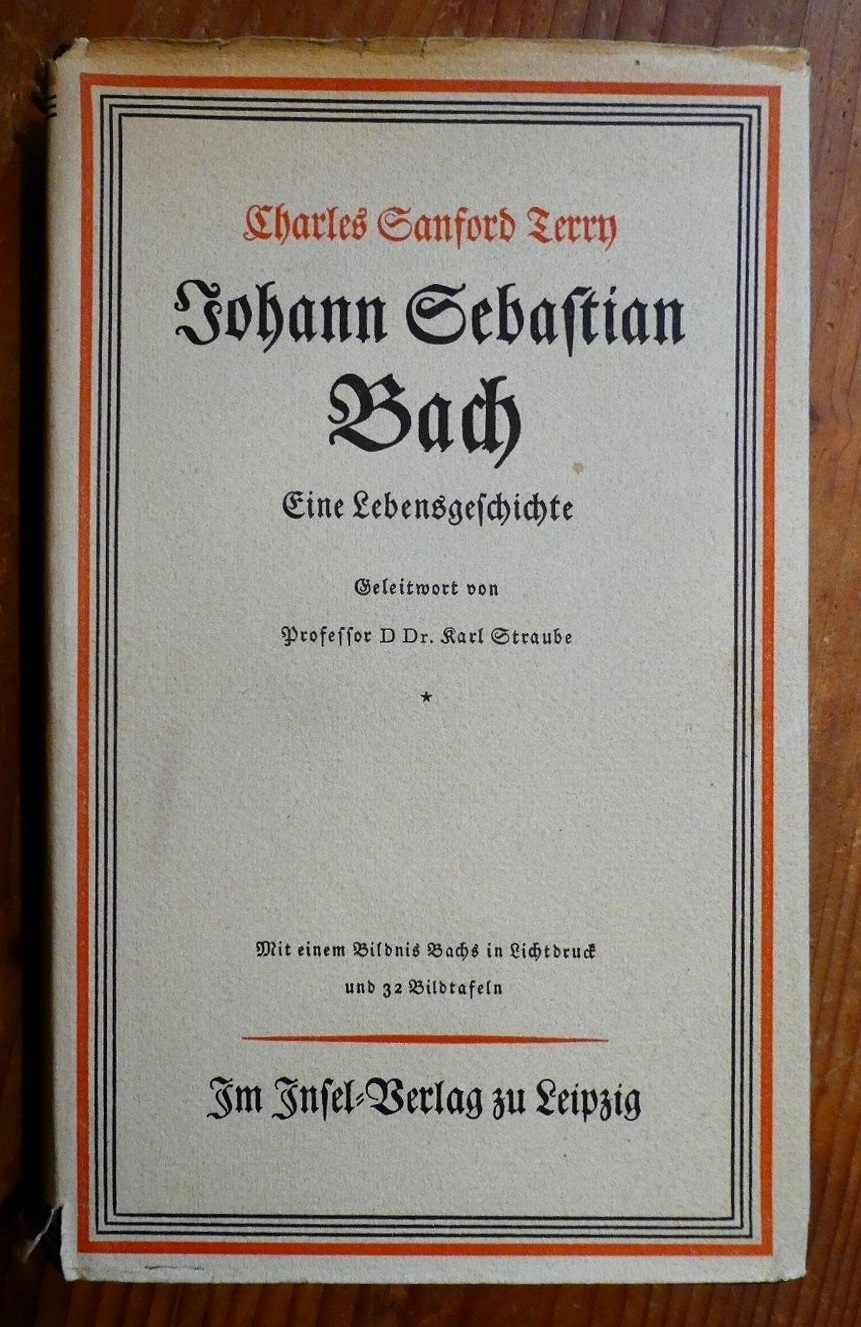
Deutsche Ausgabe von Terrys Bachbiografie mit einem Geleitwort von Karl Straube

Charles Sanford Terry (* 24. Oktober 1864 in Newport Pagnell, England; † 5. November 1936 in Aberdeen, Schottland) war ein britischer Historiker. Neben geschichtswissenschaftlichen Darstellungen veröffentlichte er zahlreiche Schriften zu Person und Werk Johann Sebastian Bachs.

## Leben
Charles Terry entstammte einer Arztfamilie. Er besuchte die St Paul’s Cathedral Choir School, wo er auch als Knabensolist auftrat, dann das Lancing College. Nach Studium und Graduierung wurde er Lecturer für Geschichte an der Universität Cambridge, 1890 an der Universität Newcastle. Von 1898 bis zu seiner Emeritierung 1930 war er Professor für Geschichtswissenschaft an der Universität Aberdeen. 
Terry war ein begabter Musiker. Von 1898 bis 1913 dirigierte er Chor und Orchester der Universität Aberdeen. 1909 gründete er das erste Musikfestival mit Wettbewerbscharakter in Schottland. Eine enge Freundschaft verband ihn mit Edward Elgar und dessen Familie.
Als Historiker veröffentlichte Terry zahlreiche grundlegende Werke vor allem zur Geschichte Schottlands. Daneben galt sein lebenslanges Interesse der Biografie Johann Sebastian Bachs und der Analyse und Deutung seiner Werke. Seine Bücher eröffneten der englischsprachigen Welt einen tieferen Zugang zu Bachs Schaffen, besonders zu den choralgebundenen Kompositionen. Sie wurden aber auch in Deutschland beachtet und teilweise ins Deutsche übersetzt.
Terry erhielt in England und Schottland zahlreiche akademische Ehrentitel. 1931 wurde er in die American Academy of Arts and Sciences gewählt. In Deutschland verlieh ihm die Universität Leipzig anlässlich des 250-jährigen Bachjubiläums 1935 die Ehrendoktorwürde. Der Leipziger Oberbürgermeister Carl Friedrich Goerdeler erwähnte Terrys Ehrung, gegen den Willen der nationalsozialistischen Kulturpolitiker, in seiner zentralen Jubiläumsansprache in Anwesenheit Adolf Hitlers.
Terry schrieb auch Kirchenlieder. Sein On Earth Has Dawned This Day of Days, eine Nachdichtung von Nikolaus Hermanns Erschienen ist der herrlich Tag, ist in englischsprachigen Kirchen bis heute ein beliebtes Osterlied.